# Odessa, Florida
Odessa är en ort (CDP) i Pasco County, i delstaten Florida, USA. Enligt United States Census Bureau har orten en folkmängd på 7 267 invånare (2010) och en landarea på 13,8 km².